# Christian Core
Christian Core (Savona, 5 de octubre de 1974) es un deportista italiano que compitió en escalada, especialista en la prueba de bloques.
Ganó dos medallas en el Campeonato Mundial de Escalada, oro en 2003 y bronce en 2001, y una medalla de oro en el Campeonato Europeo de Escalada de 2002.

## Palmarés internacional
| Campeonato Mundial | Campeonato Mundial | Campeonato Mundial | Campeonato Mundial |
| Año                | Lugar              | Medalla            | Prueba             |
| ------------------ | ------------------ | ------------------ | ------------------ |
| 2001               | Winterthur (Suiza) | Medalla de bronce  | Bloques            |
| 2003               | Chamonix (Francia) | Medalla de oro     | Bloques            |
| Campeonato Europeo |                    |                    |                    |
| Año                | Lugar              | Medalla            | Prueba             |
| 2002               | Chamonix (Francia) | Medalla de oro     | Bloques            |